# Saint-Priest-les-Fougères
Saint-Priest-les-Fougères è un comune francese di 397 abitanti situato nel dipartimento della Dordogna nella regione della Nuova Aquitania.

## Società

### Evoluzione demografica
Abitanti censiti